# 冠山峠
冠山峠（かんむりやまとうげ）は、林道冠山線の岐阜県と福井県の県境にある峠である。標高1,041.9m。冠山の山頂から西北西約1.8kmに位置する。

## 概要
1971年（昭和46年）11月13日の林道冠山線の整備に伴い新設された峠である。岐阜県揖斐郡揖斐川町と福井県今立郡池田町との境界（県境）であり、両町を車両で往来できる唯一の峠である。それ以前は、冠山の東側に存在した冠峠（冠ヶ峠）又は冠越（かんむりごえ）と呼ばれた峠や、西側の金草岳寄りにある檜尾峠が使用されていたが、車両の往来は不可能だった。両県からは国道417号から分岐する林道冠山線を経て当峠に至ることができるが、降雪期の11月下旬から翌年6月頃までは冬期通行止めとなり、福井県側は林道入口と峠付近に設置されている開閉式ゲートを遮断して進入禁止となる。
冠山の山頂直下では、林道とは別の国道417号冠山峠道路のトンネルが通じている。岐阜県側の塚宮ケ原トンネル（建設時仮称：冠山峠1号トンネル）は2017年（平成29年）7月31日に、山頂直下の冠山トンネル（建設時仮称：冠山峠2号トンネル）は2020年（令和2年）11月4日に貫通した。2023年（令和5年）11月19日に冠山峠道路が供用開始されたことで、林道を通らず冬季も峠の両県側を行き来できるようになった。
また、揖斐川の源流・才ノ谷と九頭竜川水系足羽川の支流・添又谷との分水嶺であり、「揖斐川源流 冠山」の石碑が建っている。ここからは、冠山及び金草岳への登山道が整備されており、登山客のための駐車スペースが広く設けられている。峠付近からは冠山や白山などの山並みを望むことができる。
峠には開通記念として約2mの自然石に「冠山峠」と刻んだ記念碑（福井県知事中川平太夫による揮毫）と、県境を挟んで両県の地方自治体名を標した石碑がそれぞれ設置されている。福井県側には「越前国池田町」の石碑が1つ設置されているものの、岐阜県側には「美濃国徳山村」、「美濃国藤橋村」、「美濃国揖斐川町」を標した3つの石碑が設置されており、町村合併による岐阜県側の自治体の変遷を垣間見ることができる。

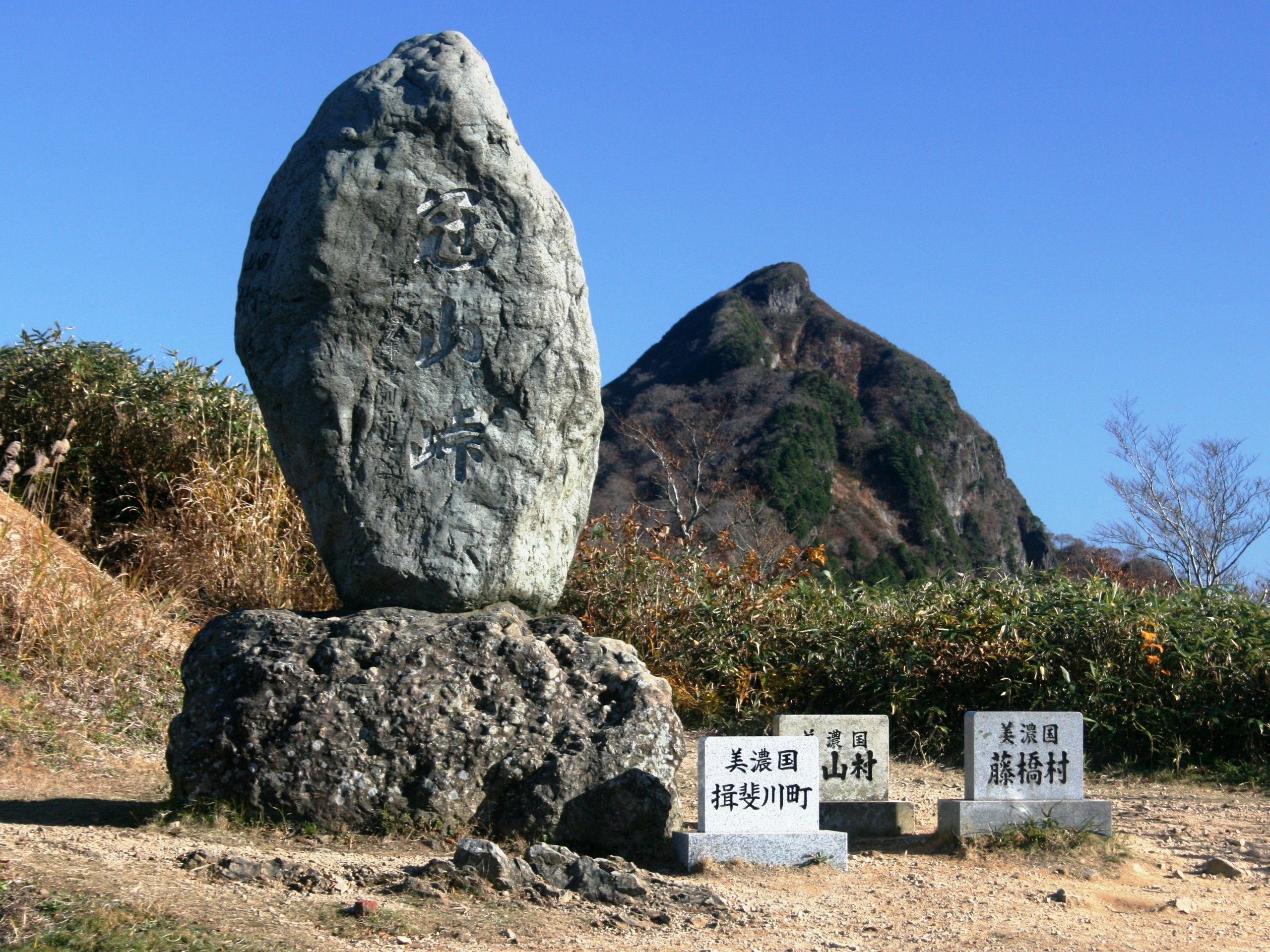
冠山峠の石碑と冠山
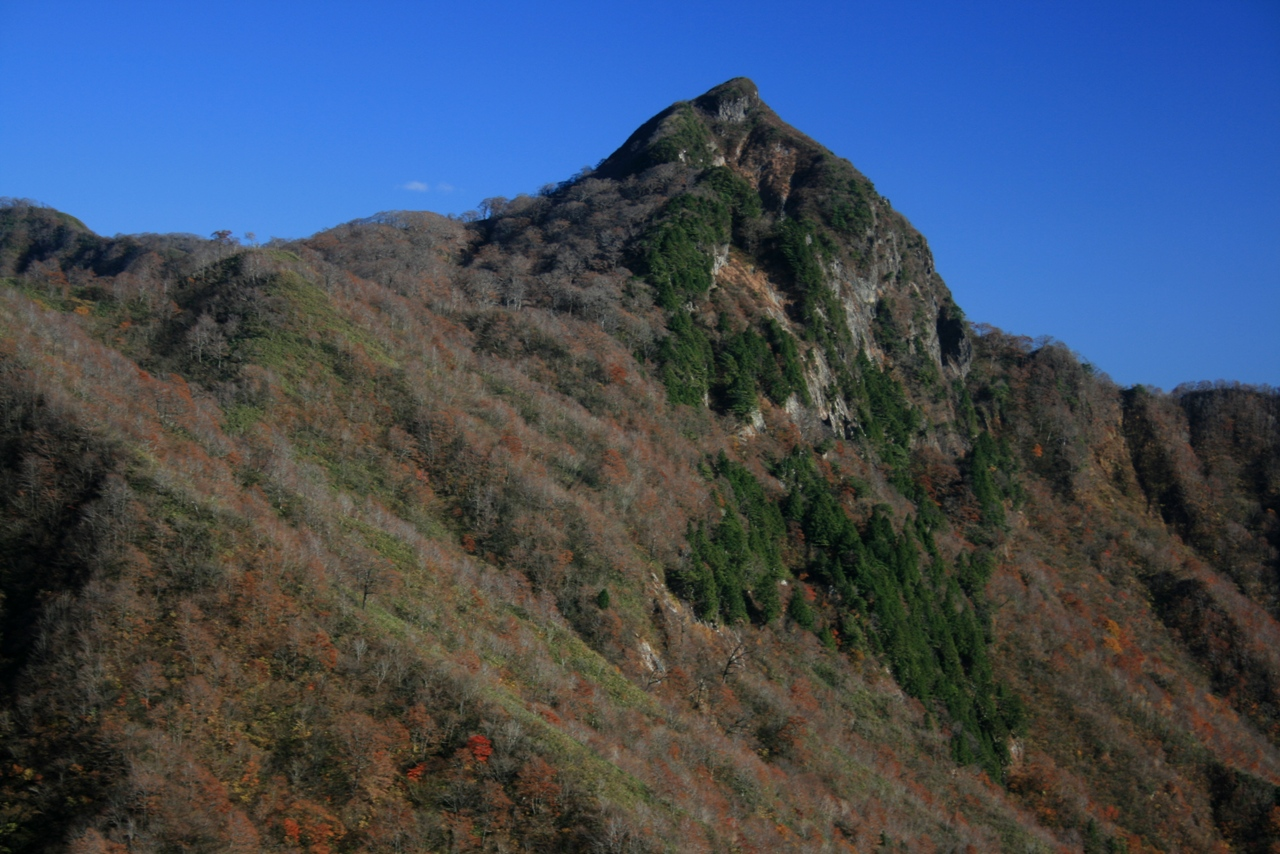
林道冠山線から望む冠山
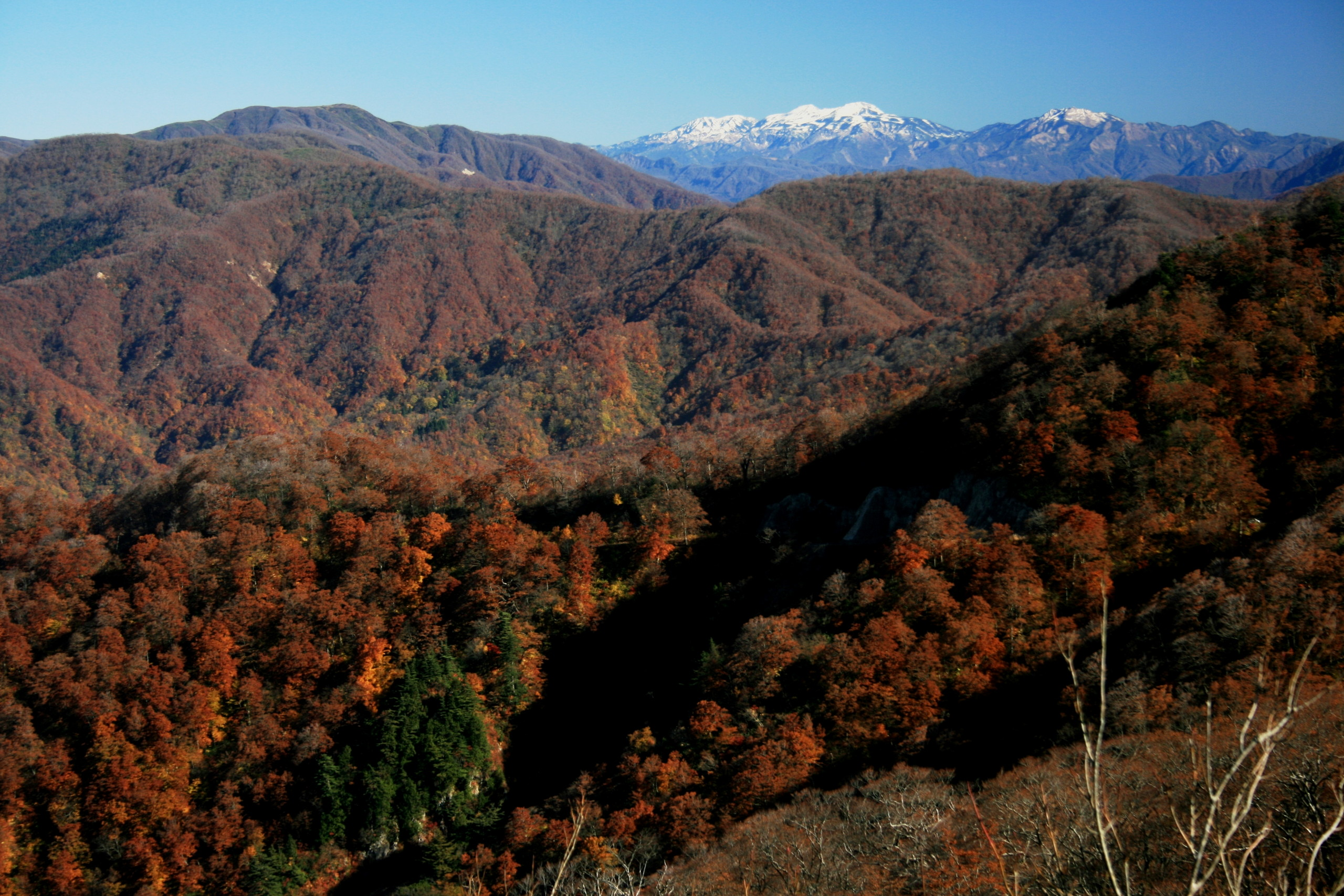
冠山峠から望む紅葉と冠雪した白山